# Mišaki
Mišáki (tudi kóliji) (znanstveno ime Coliiformes) so red majhnih ptic, v katerega uvrščamo eno samo družino - Coliidae. Družina mišakov vsebuje 6 danes živečih vrst v dveh rodovih.
Ta red ptic je vezan na podsaharsko Afriko in je edini red ptic, ki je omejen na Afriko. Na Madagaskarju ne živijo. Ptice niso podobne nobenim drugim pticam, zato so jih razvrstili v samostojni red. Morda so bile ptice v preteklosti bolj razširjene. V Angliji so našli fosil mišaka iz eocena.
Ptice imajo vitko telo, sive ali rjave barve, z nežnim, svetlim, lasastim, rahlo pritrjenim perjem in zelo dolgim, koničastim repom. Repna peresa imajo trde tulce. Živijo na drevesih in se hitro gibljejo med listi kot glodavci. Iščejo jagode, sadje in brstiče. Ta njihova navada in njihove noge so dale tudi ime tej skupini. Ptice so zelo gibčne in spretne, tako da se lahko hranijo tudi obrnjeni z glavo navzdol. Vse vrste imajo močne kremplje in obrnljiva zunanja prsta (prvi in četrti). Imajo tudi čop in čokat kljun, s katerim si pomagajo pri plezanju, podobno kot papige.
Mišaki so družabne živali in so tudi v tem smislu podobne mišim. Združujejo se v skupine po dvajset živali v jate in se najraje zadržujejo v rahlo gozdnati pokrajini. Pri počivanju so v strnjeni gruči.
Gradijo gnezda iz vej na drevesih, ki jih pokrijejo s travo. Samica po navadi znese dve do štiri jajca in mladiči se še predčasno izvalijo, saj zelo zgodaj, po 15 do 20 dneh, zapustijo gnezdo in začno leteti. Valita oba, samec in samica. Njihov let je okoren in kratek, saj so slabi letalci.

## Vrste
- Red Coliiformes
  - Družina Coliidae
    - Rod Colius
      - Veliki pegasti mišak,  Colius striatus
      - Beloglavi mišak,  Colius leucocephalus (Anton Reichenow, 1879)
      - Rdečehrbti mišak,  Colius castanotus (Jules Verreaux in Édouard Verreaux, 1855)
      - Belohrbti mišak,  Colius colius (Carl von Linné, 1766)

    - Rod Urocolius
      - Modrovrati mišak,  Urocolius macrourus (Carl von Linné, 1766)
      - Rdečelični mišak,  Urocolius indicus (John Latham, 1790)